# St. Louis Frogs
I St. Louis Frogs sono stati una franchigia di calcio statunitense, con sede a Saint Louis, Missouri.

## Storia
I St. Louis Frogs, che inizialmente avrebbero dovuto chiamarsi St. Louis Mules, parteciparono ad un'unica edizione dell'American Soccer League, all'epoca la seconda più importante divisione calcistica del Nordamerica dopo la North American Soccer League. In quell'unica stagione, la ASL 1972, sotto la guida dell'allenatore Pete Traina e del general manager Walter Giesler, ottenne il quinto ed ultimo posto della Midwestern Conference. Il club chiuse i battenti al termine di quella stagione.